# Gradiška, Kungota
Gradiška este o localitate din comuna Kungota, Slovenia, cu o populație de 737 de locuitori.